# Петрівська волость (Одеський повіт)
Петрівська волость — історія адміністративно-територіальна одиниця Одеського повіту Херсонської губернії.
Станом на 1886 рік складалася з 6 поселень, 6 сільських громад. Населення — 1960 осіб (948 чоловічої статі та 1012 — жіночої), 365 дворових господарств.
|                     | Площа, десятин | У тому числі орної, дес. |
| ------------------- | -------------- | ------------------------ |
| Сільських громад    | 2400           | 1761                     |
| Приватної власності | 25802          | 13432                    |
| Казенної власності  | —              | —                        |
| Іншої власності     | 153            | 153                      |
| Загалом             | 28355          | 15346                    |

Найбільші поселення волості:
- Петрівське (Солоніха) — село при затоці за 120 верст від повітового міста, 666 осіб, 114 дворів, православна церква, школа, земська станція, лавка. За версту — римо-католицька церква, школа. За 8 верст — римо-католицький молитовний будинок, постоялий двір. За 13 верст — католицький молитовний будинок, школа.
- Киріякова — село при річці Буг, 269 особи, 53 двори, школа.
- Трихати (Булгакова) — село при річці Буг, 596 осіб, 121 двір, православна церква, 2 лавки.